# Konferencja Episkopatu Portugalii
Konferencja Episkopatu Portugalii (port. Conferência Episcopal Portuguesa, CEP) – konferencja episkopatu zrzeszająca biskupów katolickich z Portugalii.

## Prezydium
- Przewodniczący: bp José Ornelas Carvalho
- Wiceprzewodniczący: bp Virgílio Antunes
- Sekretarz Generalny: ks. Manuel Joaquim Gomes Barbosa

## Przewodniczący CEP
- Manuel Gonçalves Cerejeira (1958–1972)
- Manuel d’Almeida Trindade (1972–1975)
- António Ribeiro (1975–1981)
- Manuel d’Almeida Trindade (1981–1987)
- António Ribeiro (1987–1993)
- João Alves (1993–1999)
- José da Cruz Policarpo (1999–2005)
- Jorge Ortiga (2005–2011)
- José da Cruz Policarpo (2011–2013)
- Manuel Clemente (2013–2020)
- José Ornelas Carvalho (od 2020)

## Wiceprzewodniczący CEP
- António Montes Moreira (2005–2008)
- António Augusto dos Santos Marto (2008–2011)
- Manuel Clemente (2011–2013)
- António Augusto dos Santos Marto (2013–2020)
- Virgílio Antunes (od 2020)

## Sekretarz Generalny CEP
- Carlos Azevedo (2005–2008)
- Manuel Morujão (2008–2010)
- Manuel Joaquim Gomes Barbosa (od 2014)